# Rohrabschneider

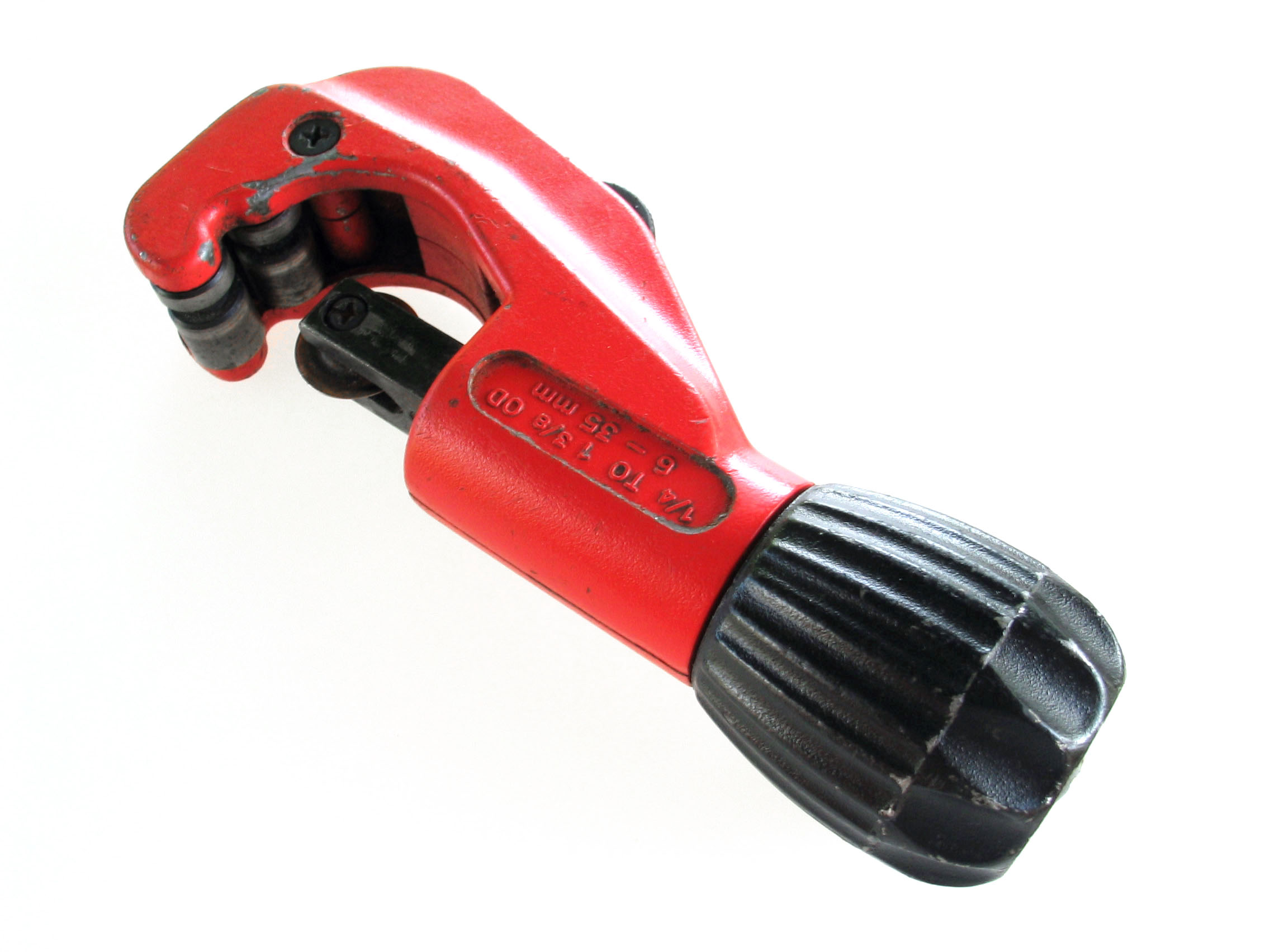
Rohrabschneider

Ein Rohrabschneider, Rohrschneider oder Rollenschneider ist ein Handwerkzeug zum Trennen von Metallrohren. Es besteht aus einem C-förmigen Träger (ähnlich einer einfachen Schraubzwinge mit unbeweglichem Spannarm). An den gegenüberliegenden Schenkeln sind zwei Rollen und ein Schneiderädchen gelagert. Durch eine Gewindespindel kann der dazwischenliegende Abstand verändert werden.
Um ein Rohr zu trennen, wird das Werkzeug ganz geöffnet und das Rohr eingelegt. Das Schneiderädchen wird nun mit der Gewindespindel gegen das Rohr gepresst. Dreht man jetzt den Rohrabschneider radial um das Rohr, entsteht eine Kerbe. Durch Nachregulieren der Schneidtiefe über die Gewindespindel wird die Kerbe vertieft. Diese Prozedur wird solange vorgenommen, bis das Rohr abgetrennt ist. Verwendung findet dieses Werkzeug zum Beispiel bei Wasser- und Heizungsinstallationen.
Am Griff des Werkzeuges ist häufig eine Art Senker eingebaut, mit dem die Schnittstellen innen entgratet werden können. Für das Entgraten außen gibt es weiteres Werkzeug. Der Rohrabschneider mit Schneiderädchen kann auch für Kunststoffrohre verwendet werden.